# بیپاشا باسو
بیپاشا باسو (انگلیسی: Bipasha Basu؛ زادهٔ ۷ ژانویهٔ ۱۹۷۹) یک هنرپیشه و مدل اهل هند است. وی از سال ۲۰۰۱ میلادی تاکنون مشغول فعالیت بوده‌است.
از فیلم‌ها یا برنامه‌های تلویزیونی که وی در آن نقش داشته‌است می‌توان به خداوند زوج‌ها را می‌سازد اشاره کرد.
وی همچنین برنده جوایزی همچون جوایز فیلم‌فیر شده‌است.

## فیلم‌شناسی
فهرست برخی از فیلم‌هایی که بیپاشا باسو در آن‌ها به ایفای نقش پرداخته‌است:
- اجنبی-۲۰۰۱
- دزد ناشی-۲۰۰۲
- عروسی دوستم است-۲۰۰۲
- چشم‌ها-۲۰۰۲
- راز-۲۰۰۲
- گناه-۲۰۰۲
- شاه دزد-۲۰۰۲
- به من قسم بخور-۲۰۰۳
- زمین-۲۰۰۳
- پیاده‌رو-۲۰۰۳
- جسم-۲۰۰۳
- خون-۲۰۰۴
- مدهوشی-۲۰۰۴
- اعتبار-۲۰۰۴
- رودراکش-۲۰۰۴
- تضاد-۲۰۰۵
- طعمه-۲۰۰۵
- آدم‌ربایی-۲۰۰۵
- چهره-۲۰۰۵
- ورود ممنوع-۲۰۰۵
- باران-۲۰۰۵
- ساچین-۲۰۰۵
- شرکت-۲۰۰۶
- ترسیدن ضروری است-۲۰۰۶
- اومکارا-۲۰۰۶
- کلک در کلک-۲۰۰۶
- متفاوت-۲۰۰۶
- تو مرا دیوانه کردی-۲۰۰۶

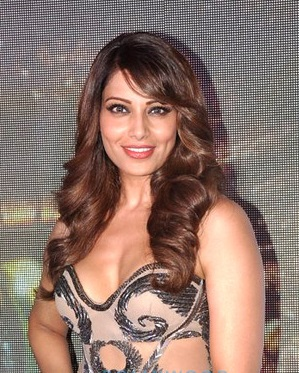
بیپاشا باسو

- تعجب کنید که چه اتفاقی خواهد افتاد-۲۰۰۶
- موج ۲-۲۰۰۶
- سیگار کشیدن ممنوع-۲۰۰۷
- ده بالاتر از نه-۲۰۰۷
- ام شنتی ام-۲۰۰۷
- گل-۲۰۰۷
- مسابقه-۲۰۰۸
- زیبارویان فرار کنید-۲۰۰۸
- خداوند زوج‌ها را می‌سازد-۲۰۰۸
- همه شخصیت‌ها خیالی هستند-۲۰۰۹
- بیا-۲۰۰۹
- همه بهترین‌ها-۲۰۰۹
- بال-۲۰۱۰
- خشم-۲۰۱۰
- لحظه-۲۰۱۰
- یک عکس بگیرید-۲۰۱۱
- زوج شکن-۲۰۱۲
- راز ۳-۲۰۱۲
- بازیکنان-۲۰۱۲
- مسابقه ۲-۲۰۱۳
- روح-۲۰۱۳
- عشاق-۲۰۱۳
- موجود سه‌بعدی-۲۰۱۴
- به نظر می‌رسد-۲۰۱۴
- تنها-۲۰۱۵